# Paola Pivi
Paola Pivi (Milano, 10 maggio 1971) è un'artista italiana, attiva nel settore dell'arte multimediale.

## Biografia
Nata a Milano nel 1971, vive e lavora tra Anchorage e Delhi, dove si trasferisce per un breve periodo col marito Karma Lama, a seguito dell'adozione di un bambino. Si iscrive inizialmente alla Facoltà di Ingegneria nucleare al Politecnico di Milano, che poi abbandona per l'Accademia di Belle Arti di Brera a Milano, dove compie gli studi sotto la guida di Alberto Garutti.
Nel 1997, mentre studiava ancora, Paola Pivi espone un camion di 18 ruote rovesciato su un fianco come parte della mostra Fuori Uso a Pescara. Due anni dopo, nel 1999 è fra le cinque vincitrici del Leone d'oro per la migliore partecipazione nazionale. La sua installazione alla Biennale di Venezia di un jet Fiat fighter G-91 rovesciato aiuta l'Italia a vincere il Leone d'oro come miglior Padiglione; partecipa per la seconda volta alla Biennale di Venezia nel 2003. Nel 2004 e nel 2014 prende parte a Manifesta, mentre nel 2008 è presente alla Biennale di Berlino.
Ha esposto al MoMA di New York in quattro occasioni, alla Tate Gallery di Londra, al MACRO di Roma, al Portikus e alla Schirn Kunsthalle a Francoforte, nel museo Hamburger Bahnhof di Berlino, a Palazzo Grassi a Venezia, nella Kunsthalle Basel a Basilea, presso il Public Art Fund a New York.
Nel 2011, in occasione delle celebrazioni per i 150 anni dell'Unità d'Italia, due opere della serie Perle sono state esposte a Palazzo Morando e a Palazzo Moriggia a Milano.
In Cina, dal 7 luglio al 9 settembre 2012, si è svolta una mostra personale al Rockbund Art Museum, curata dal direttore Larys Frogier.
Nel suo lavoro, fa uso di una diversa gamma di tecniche artistiche, come la fotografia, la scultura e la performance. Alcune delle sue opere contengono elementi di performance, coinvolgendo in alcuni casi animali vivi e persone, come in quella realizzata per la Fondazione Trussardi ai Magazzini della stazione di Porta Genova in Milano "con le bestie tutte bianche di Paola Pivi".
A marzo 2015, la scultura Untitled (Pearls) del 2003 viene venduta per 121786 $ da Sotheby's a Londra. Un anno più tardi, nel 2016, a New York, l'opera Untitled (Donkey), presente nel catalogo di Bound to Fail, è aggiudicata per 227000 $.
A maggio 2015, ideato come viaggio attraverso il tempo per scoprire il classico nell'arte contemporanea, per la mostra I'll Be There Forever - The Sense of Classic, espone nelle sale del seicentesco Palazzo Cusani di Milano insieme a Simone Berti, Rosa Barba, Massimo Bartolini, Alberto Garutti, Diego Perrone e Armin Linke.
Tra aprile e agosto 2016, festeggia i suoi 20 di attività con la prima mostra individuale negli Stati Uniti. Un'installazione ospitata da Dallas Contemporary intitolata Ma’am e curata dalla direttrice del museo, Justine Ludwig, che propone opere diverse e enigmatiche, l'opera di Paola Pivi sembra essere il lavoro di menti creative molteplici.
Insieme Massimo Bartolini, Gianfranco Baruchello, Francesco Binfaré, Emmanuel Babled, Francesco Simeti, Mario Airò, Massimiliano e Doriana Fuksas e altri, è presente nell'allestimento della Casa Italia, in occasione dei giochi olimpici di Rio del 2016.
Nel 2016, proseguendo la tradizione di La Rinascente degli anni ’50 di organizzare eventi realizzati da Bruno Munari e Giò Ponti e come parte del progetto per le vetrine affidate nel tempo a Olafur Eliasson, Martino Gamper e John Armleder, una sua installazione fatta di orsi colorati è stata allestita nelle vetrine del negozio nel centro di Milano. Quello di Paola è un intervento vero e proprio di arte pubblica, nel quale lo spazio privato si è prestato in maniera totalmente aperta.
Fa parte della lista dei 12 artisti (Jonathan Berger, Jeremy Deller, Sam Durant, Lena Henke, Matthew Day Jackson, Charles Gaines, Simone Leigh, Haim Steinbach, Roman Ondak, Minerva Cuevas, Cosima von Bonin) scelti dalla High Line Art per l'ideazione del progetto d'arte contemporanea High Line Plinth, che sarà inaugurato nel 2018 a Manhattan, tra la West 30th Street e la 10th Avenue. La sua proposta è una Statua della Libertà alta 20 metri con il viso coperto da una maschera nello stile dei fumetti che cambia ogni settimana, rappresentando storie di persone che hanno guadagnato la loro libertà negli Stati Uniti. Dalla lista saranno selezionati solo due artisti che, per 18 mesi ciascuno, potranno esporre il loro lavoro al pubblico.

## Opere
- Fuori Uso, 1997 Pescara
- Senza titolo (Untitled), 1999[22]
- Untitled (Pearls), 2003
- Senza titolo (Massimo) (Untitled – Massimo), 2003, stampa cromogenica montata su piastra fotografica Dibond, misure 100 x 150 cm, Castello di Rivoli Museo d’Arte Contemporanea
- Senza titolo (struzzi) (Untitled – Ostriches), 2003, stampa cromogenica montata su piastra fotografica Dibond, misure 122 x 160 cm
- Senza titolo (Alicudi vista da sottacqua) (Untitled – Alicudi from Underwater), 2003, stampa cromogenica montata su piastra fotografica Dibond, misure 125 x 187 cm
- Senza titolo (asino) (Untitled – Donkey), 2003, catalogo Bound to Fail, Centre Pompidou. Fotografia a colori montata su una base in alluminio, misure 180 x 224 cm, numero di inventario AM 2004-400[23]
- I’ll Be There Forever - The Sense of Classic, 2015, installazione presso il Palazzo Cusani, curatrice Cloe Piccoli[17]
- Untitled (Project for Etchigo-Tsumari), 2015 - 2016, installazione nel cortile del Palazzo Strozzi[8]
- Ma’am, 2016, installazione curata da Justine Ludwig per i venti anni di carriera, negli spazi di Dallas Contemporary[18]
- La bellezza sta negli occhi di chi guarda, 2016, Casa Italia, giochi olimpici di Rio[19]
- I am tired of eating fish, 2017, curatrice Cloe Piccoli, La Rinascente Milano[20]